# Araneus ragnhildae
Araneus ragnhildae är en spindelart som först beskrevs av Embrik Strand 1917.  Araneus ragnhildae ingår i släktet Araneus och familjen hjulspindlar. Inga underarter finns listade i Catalogue of Life.